# Heterophyllium transvaaliense
Heterophyllium transvaaliense là một loài Rêu trong họ Sematophyllaceae. Loài này được (Thér. & Dixon) Thér. & P. de la Varde miêu tả khoa học đầu tiên năm 1930.